# 近見正彦
近見 正彦（ちかみ まさひこ、1946年 - ）は、日本の保険学者・歴史学者。専門は保険法・海上保険契約・海上保険史。博士（商学）（一橋大学・論文博士・1998年）。一橋大学名誉教授、元日本保険学会理事長。各務奨励賞受賞。

## 人物・経歴
1970年一橋大学商学部を卒業し、三菱銀行（現三菱UFJ銀行）に入行。1973年一橋大学大学院商学研究科修士課程修了、1976年同博士課程単位修得満期退学。指導教官は木村栄一。1998年学位論文「14・5世紀地中海時代における海上保険条例および同契約法理の研究」で一橋大学より博士（商学）の学位を取得。審査員は杉山武彦、鈴木良隆、下和田功。
1976年専修大学商学部専任講師。同助教授を経て、1982年青山学院大学経営学部助教授。1984年各務財団各務奨励賞受賞。1987年一橋大学商学部助教授、1990年同教授。1994年から95年までハンブルクで海上保険法史及び海上保険契約の在外研究に従事。1997年一橋大学イノベーション研究センター委員会委員。2002年日本保険学会理事長。定年退職後、埼玉学園大学経営学部教授及び同会計学科長。2009年内閣府行政刷新会議委員。

## 著書
- 『保険入門』（木村栄一,安井信夫,黒田泰行と共著）有斐閣新書 1993年
- 『海上保険史研究―14・5世紀地中海時代における海上保険条例と同契約法理』有斐閣 1997年
- 『現代保険学』（共著）有斐閣 1998年
- 『新・保険学』（共著）有斐閣 2006年
- 『保険学』（堀田一吉, 江澤雅彦と共編）有斐閣 2011年
- 『保険学 補訂版』（堀田一吉, 江澤雅彦と共編）有斐閣 2016年